# Casa-fàbrica Verthamon-Vilaregut
La casa-fàbrica Verthamon-Vilaregut era un conjunt d'edificis situat als carrers del Carme i del Pintor Fortuny del Raval de Barcelona, del que només es conserva la casa Pau Vilaregut, catalogada com a bé cultural d'interès local. Tal com indica una placa commemorativa al costat de l'entrada, fou la seu de l'Ateneu Enciclopèdic Popular, institució fundada el 1903: «A la tasca cultural de l'Ateneu Enciclopèdic Popular. Els seus continuadors en el 80è aniversari. A.E.P. - 1903-1983».

## Història
Segons la documentació notarial, en aquest indret hi havia un casal propietat de Caterina Leon i Balendiu, esposa de Joan de Gatxapay i Vega, pagador general dels Reials Exèrcits a Catalunya, de qui va passar al seu fill Joan Jeroni de Gatxapay-Vera, que també va heretar el càrrec del seu pare. El 1699, aquest el va donar com a dot a la seva filla Lluïsa de Gatxapay i de Reard en el seu matrimoni amb Francesc de Carreras i de Talavera.
El 1722, la seva filla Maria Lluïsa de Carreras i de Gatxapay es va casar amb Josep de Verthamon i Fizes, jutge de les confiscacions de Felip V. El 9 de novembre del 1778, l'hereu Joan Albert de Verthamon i de Carreras es va casar amb la tarragonina Maria Ventura de Vidal i de Jalpí, fixant la seva residència a Tarragona. Aquell mateix any, Maria Lluïsa i el seu fill van llogar el casal al fabricant d'indianes Josep Alabau, que va demanar permís per a construir-hi un clavegueró per a conduir les aigües de la fàbrica fins al carrer d'en Cervelló (actualment Floristes de la Rambla). El 1803, Joan Albert de Verthamon va llogar-lo novament al mateix Alabau i al seu fill Josep Alabau i Cabot, i el 1805, a Eulàlia Dòria, esposa del fabricant de teixits de cotó Bartomeu Maranges, que tot seguit s'hi va instal·lar.
El 1829, la filla de Joan Albert, Maria Anna de Verthamon i de Vidal, i el seu marit Francesc Maria de Cadenas i t'Serstevens van llogar la casa-fàbrica per 10 anys al fabricant d'indianes Serapi Sangerman, però aquest va morir poc després, i els seus hereus la subarrendaren al fabricant de teixits de cotó i fil de Manlleu Miquel Vilaregut i Padrós (1769-1842) per cinc anys, i al seu primogènit Pau Vilaregut i Albafull per altres cinc. El primer s'hi va instal·lar l'any següent i va demanar permís per a instal·lar-hi un retòl. El juliol del 1841, pocs mesos abans de morir, Miquel Vilaregut va constituir amb el seu fill Pau la societat Miquel Vilaregut i Cia, amb un capital de 44.000 lliures barcelonines (la meitat de les quals foren donades pel pare en compensació pels anys que el fill havia dirigit la fàbrica) i que ocupava el quart lloc en el rànquing de les fàbriques de teixits de mescla en el Cadastre del 1844, amb una cotització de 1.440 rals, només superada per Josep Serra i Marrugat i Jeroni Juncadella amb 2.160 i Bernardí Martorell amb 1.680.
El 1836, Maria Anna de Verthamon i Francesc Maria de Cadenas van demanar permís per a reformar la part occidental del casal, habitada per ells, amb sengles projectes del mestre d'obres Antoni Valls i Galí, i el 1849, en van establir en emfiteusi la part oriental (núm. 32) al seu principal llogater, Pau Vilaregut, a condició de no instal·lar-hi cap màquina de vapor en vida del matrimoni. El 1852, i per arrodonir el solar, Vilaregut va adquirir la finca contigua (núm. 30) al llauner Bartomeu Nadal, i l'any següent va demanar permís per a enderrocar les construccions existents i aixecar-hi un nou edifici, segons el projecte del mateix Valls.
Segons la guia El Consultor del 1857, hi havia la fàbrica de teixits de Pau Vilaregut i la de filats i teixits mecànics del seu germà Pelegrí (que també tenia el Vapor Vell de Gràcia i el despatx al carrer de Petritxol, 1), que es van presentar a l'Exposició Industrial del 1860. El 1863, hi havia la fàbrica de teixits de Pau Vilaregut: «Carmen, 30 y 32. D. Pablo Vilaregut. Fábrica de tejidos de seda, lana, algodon é hilo. Especialidad en pantalones, chaqueleria, vestidos y pañoleria. Variedad de otros géneros en crudo, blancos y de colores. Espediciones á todos los puntos.», i la de teixits de cotó de Pere Vilaregut al núm. 34: «Cármen, 34. Fábrica de tejidos de algodon. Acolchados ó muletones grabados. Espediciones á todos puntos. D. Pedro Vilaregut.»
El 1875, i sota la supervisió del seu pare, els germans Manuel i Leopold Vilaregut i Duran van constituir la societat Vilaregut Germans. El 1876, un cop enderrocat el Convent del Carme i arrasat el seu hort, Pau Vilaregut va demanar permís per a enderrocar la façana posterior i construir-hi una de nova alineada amb el carrer de Fortuny (núm. 21), així com un tercer pis, segons els plànols del mestre d'obres Joan Valls i Calvet, adquirint una franja de terreny públic. Va morir el 1880, i en aquella època, hi havia la fàbrica de gèneres de punt de Felip Alomar i Germà: «Alomar y hermano (Felipe), gran fábrica de géneros de punto movida por vapor. Gran surtido para las Antillas. Especialidad en géneros de punto inglés. Se expiden á todos los puntos de la Península, calle del Carmen, 30 y 32.» i la de filats i trenyelles de cotó de Vilaregut Germans al núm. 34.

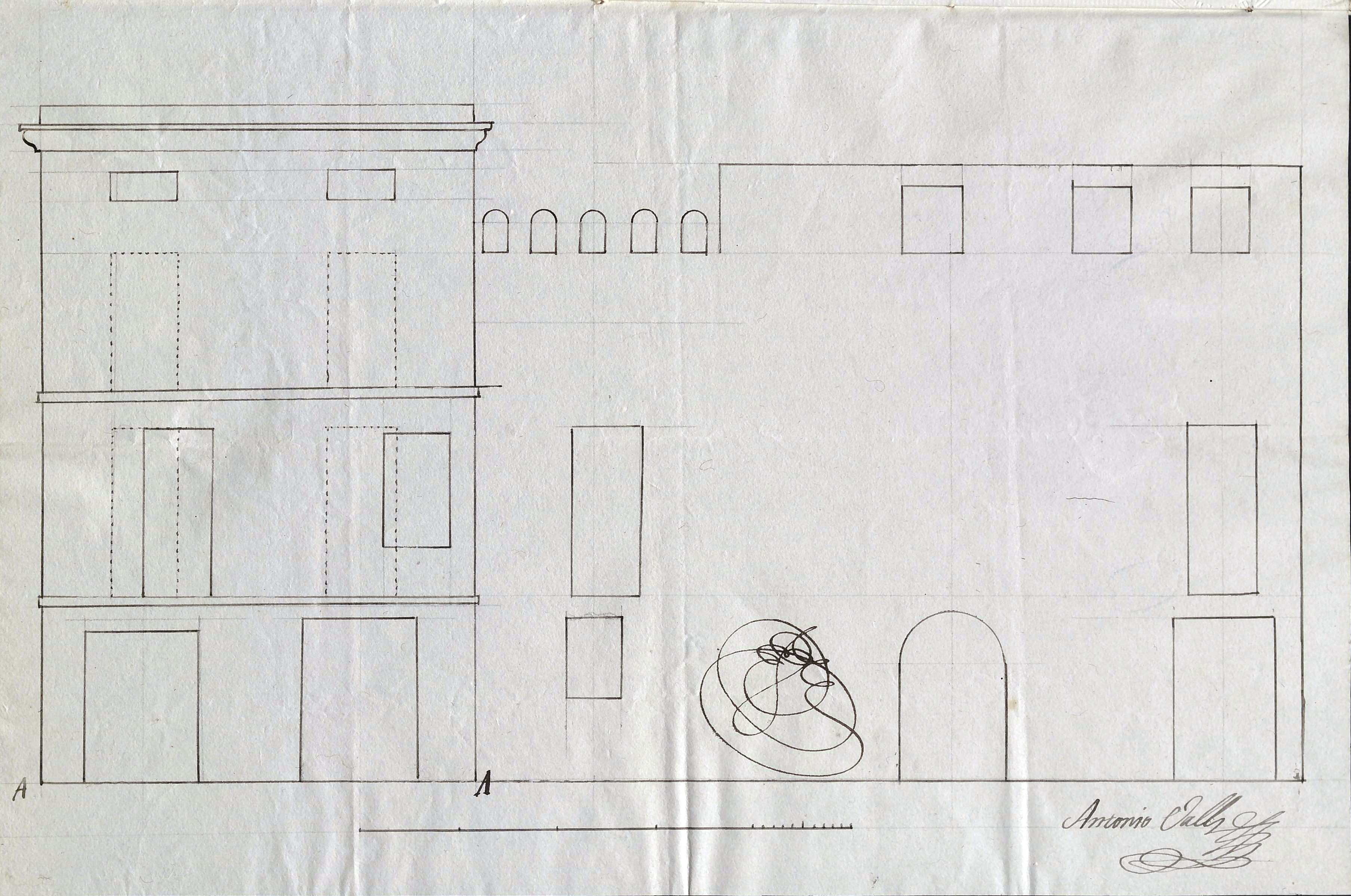
Projecte de reforma (1836)

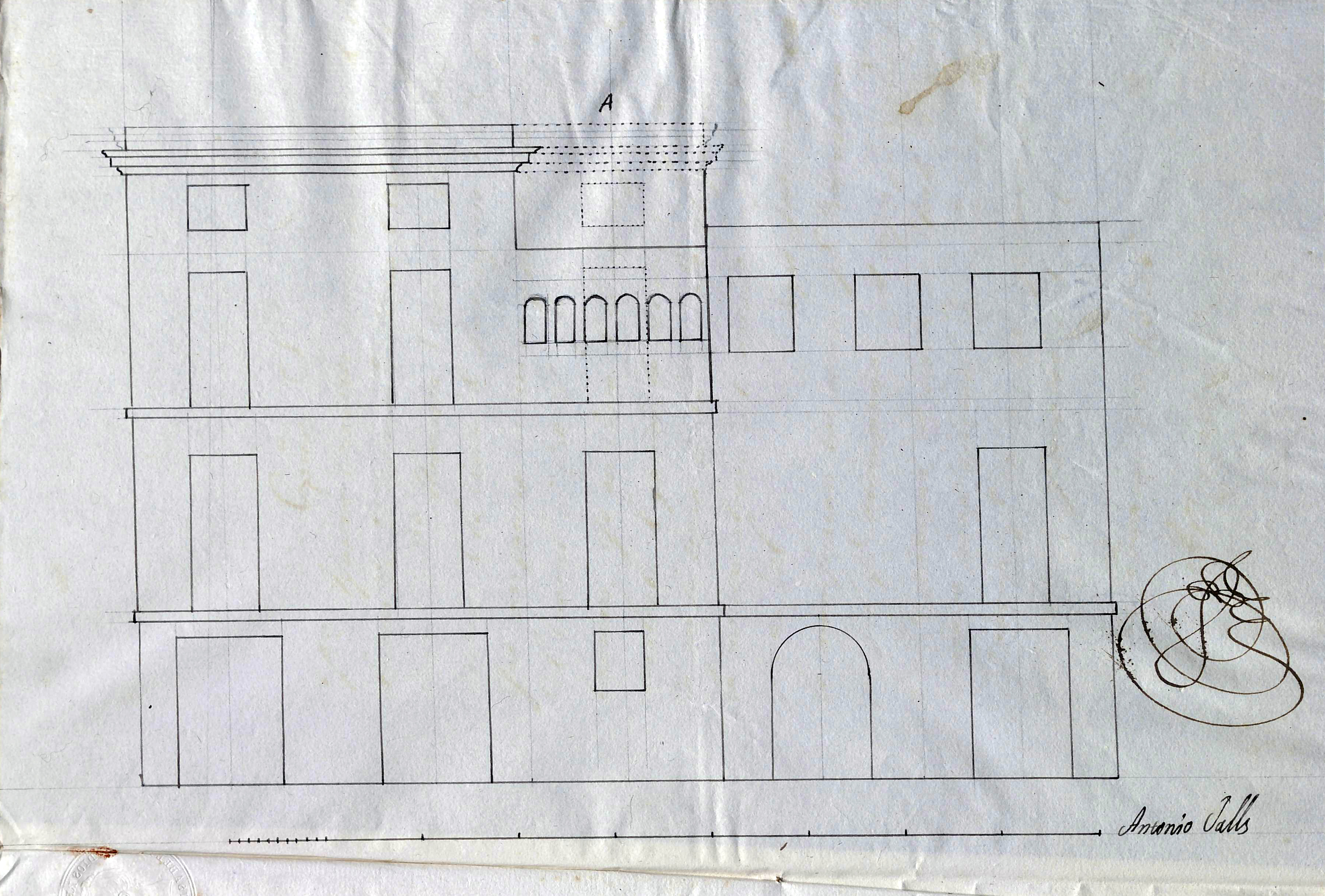
Projecte de reforma (1836)

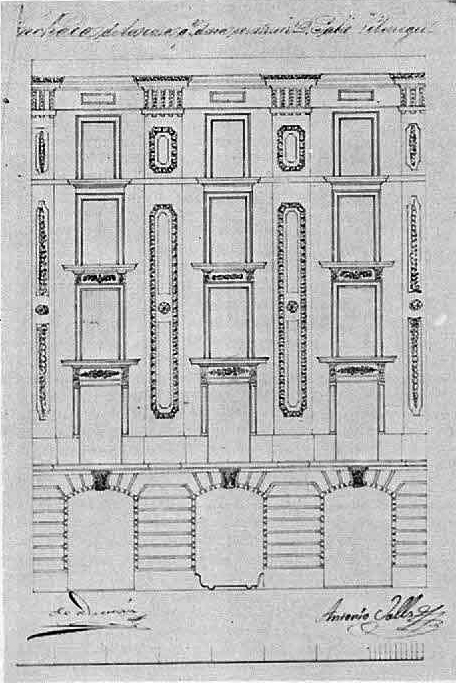
Façana de la casa Pau Vilaregut (1853)

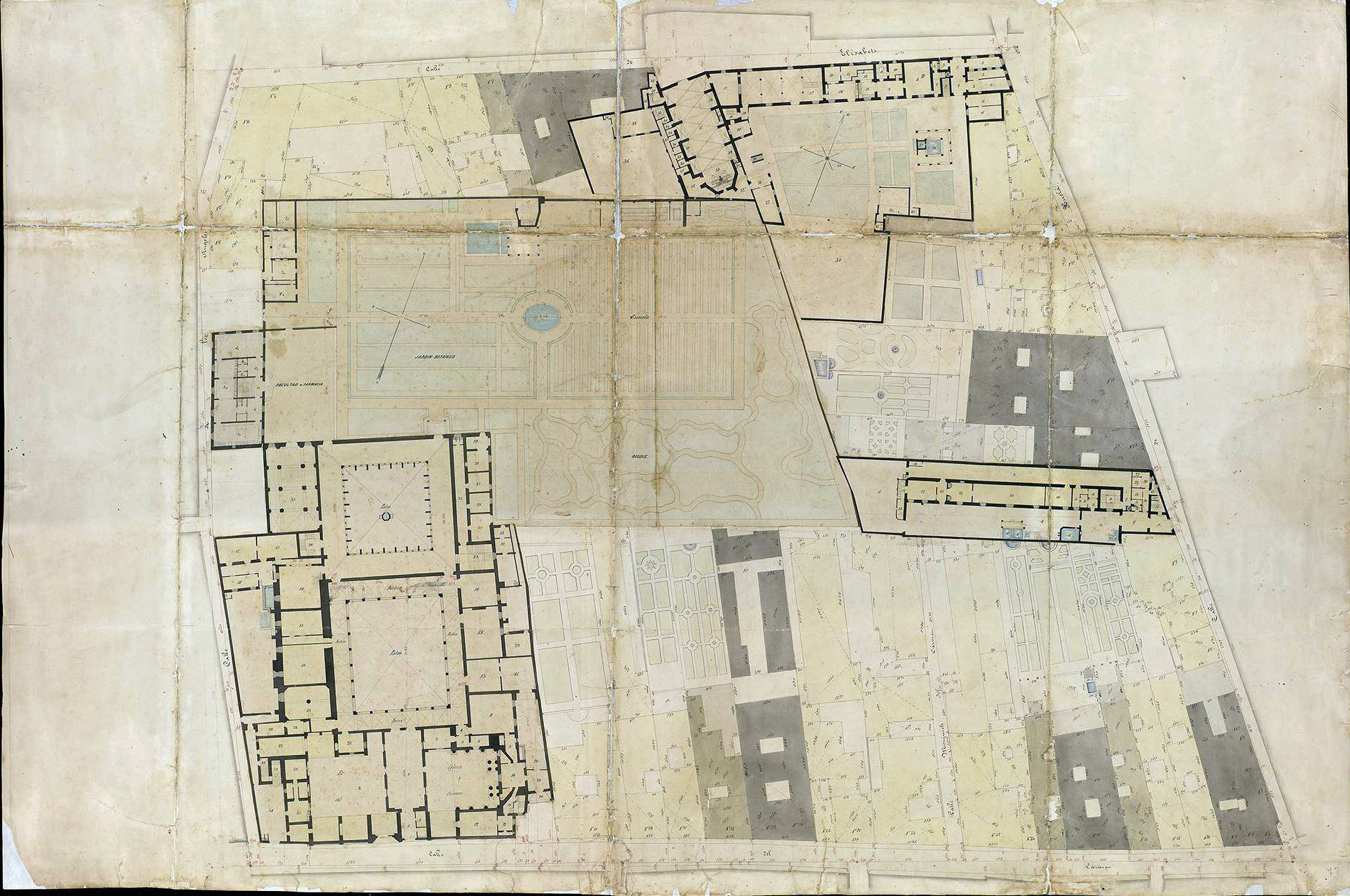
Quarteró núm. 78 de Garriga i Roca (c. 1860)

## Descripció

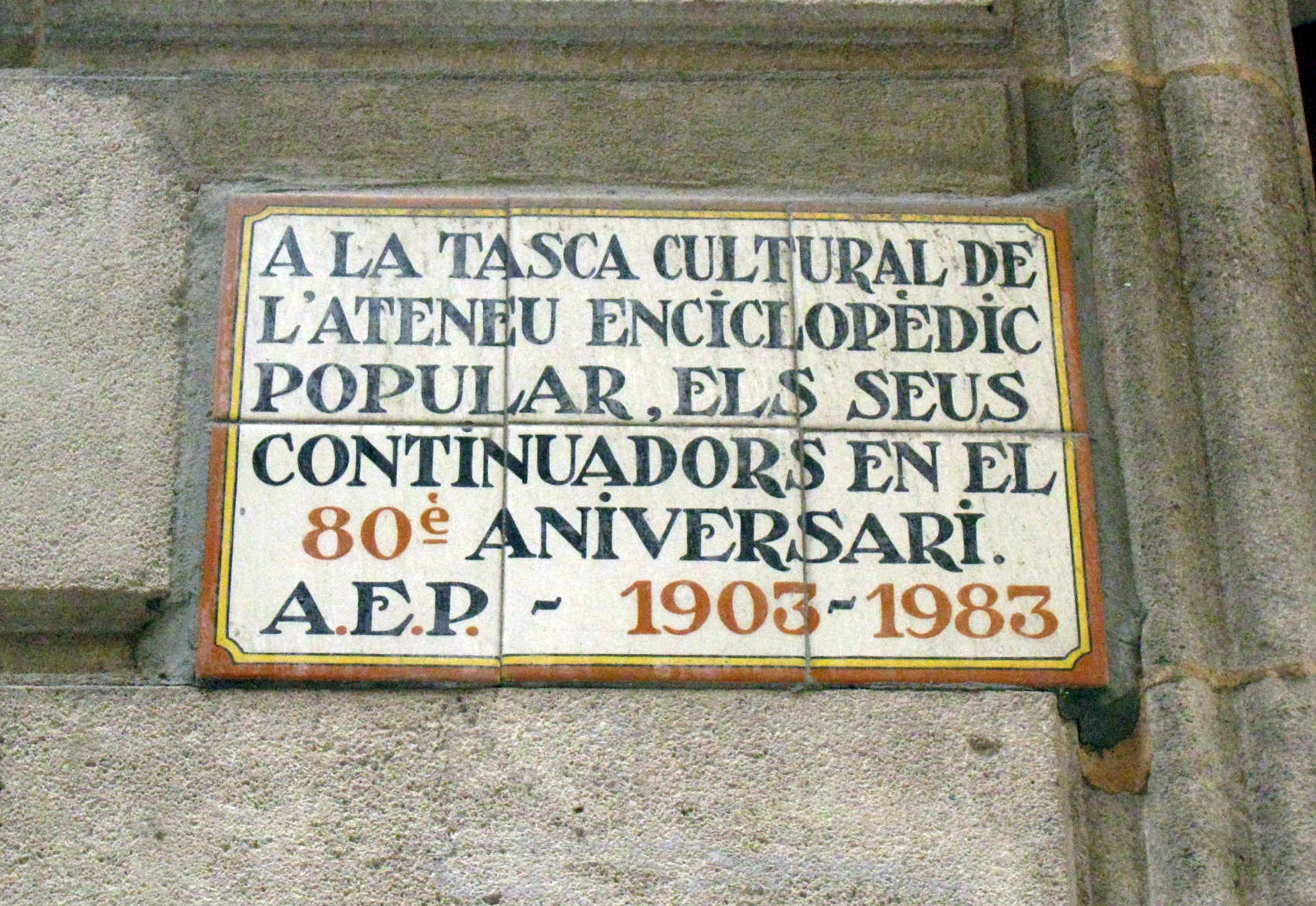
Placa commemorativa de l'Ateneu Enciclopèdic Popular

Es tracta d'un edifici de planta baixa i quatre pisos, una obra austera de línies senzilles i una marcada verticalitat. Els baixos estan articulats amb tres obertures d'arc escarser: la central constitueix la porta d'entrada, mentre que les laterals estan dedicades a comerços. El parament imita carreus i té un sòcol completament llis.
L'única decoració present als baixos són tres grans mènsules, una sobre cada obertura, que actuen com a sosteniment ornamental dels balcons del pis principal i estan profusament arranjades amb relleus vegetals, a més d'una senzilla decoració a base de plafons amb un òcul inserit al centre, que no són presents en els següents pisos. Tot i que la façana, en general, disposa d'una ornamentació discreta i poc abundant, sí que és bastant evident que aquesta va disminuint a mesura que l'estructura creix; el mateix passa amb els balcons, que es van tornant de dimensions més reduïdes. Al llarg de la façana hi ha quatre pilastres flanquejant els balcons amb baranes de ferro forjat (tres a cada planta). Els fusts estan ocupat per una motllura amb relleu enfonsat, cosa que n'accentua la verticalitat. A l'alçada del darrer pis, una imposta separa la pilastra en dues parts. La petita part restant presenta un plafó idèntic als altres però de dimensions molt més reduïdes. El coronament té una cornisa sustentada sobre quatre permòdols, que alhora actuen com a coronament de les pilastres.
A l'interior d'illa i sentit longitudinal, hi havia dues «quadres», una de planta baixa i tres pisos, i l'altra de planta baixa i un pis, separades per un pati, i al fons de la parcel·la hi havia un altre cos edificat de planta baixa i tres pisos amb façana al carrer del Pintor Fortuny.